# Salcedo (Eastern Samar)
Salcedo is een gemeente in de Filipijnse provincie Eastern Samar op het eiland Samar. Bij de laatste census in 2007 had de gemeente bijna 19 duizend inwoners.

## Geografie

### Bestuurlijke indeling
Salcedo is onderverdeeld in de volgende 41 barangays:
| - Abejao - Alog - Asgad - Bagtong - Balud - Barangay 1 - Barangay 2 - Barangay 3 - Barangay 4 - Barangay 5 - Barangay 6 - Barangay 7 - Barangay 8 - Barangay 9 | - Barangay 10 - Barangay 11 - Barangay 12 - Barangay 13 - Buabua - Burak - Butig - Cagaut - Camanga - Cantomoja - Carapdapan - Caridad - Casili-on - Iberan | - Jagnaya - Lusod - Malbog - Maliwaliw - Matarinao - Naparaan - Palanas - San Roque - Santa Cruz - Seguinon - Tacla-on - Tagbacan - Talangdawan |

## Demografie
Salcedo had bij de census van 2007 een inwoneraantal van 18.680 mensen. Dit zijn 1.709 mensen (10,1%) meer dan bij de vorige census van 2000. De gemiddelde jaarlijkse groei komt daarmee uit op 1,33%, hetgeen lager is dan het landelijk jaarlijks gemiddelde over deze periode (2,04%). Vergeleken met de census van 1995 is het aantal mensen met 2.654 (16,6%) toegenomen.

De bevolkingsdichtheid van Salcedo was ten tijde van de laatste census, met 18.680 inwoners op 113,8 km², 164,1 mensen per km².